# Tulsi Giri
Tulsi Giri (Nepali तुलसी गिरि; * 26. September 1926 in Bastipur, Distrikt Siraha, Nepal; † 18. Dezember 2018 in Budhanilkantha (Kathmandu)) war ein nepalesischer parteiloser Politiker, der unter anderem zwischen 1960 und 1963 Erster Minister sowie 1963, von 1964 bis 1965 und erneut zwischen 1975 und 1977 drei Mal Premierminister von Nepal war.

## Leben
Giri wurde am 26. Dezember 1960 zunächst Erster Minister und war zuletzt vom 2. April 1963 bis zu seiner Ablösung durch Surya Bahadur Thapa am 23. Dezember 1963 erstmals Premierminister von Nepal. In seiner ersten Regierung übernahm er von 1960 bis 1962 sowie abermals von 1962 bis 1963 auch das Amt des Außenministers. Daneben übernahm er in seinem Kabinett von 1961 bis 1962 auch den Posten als Innenminister sowie zugleich als Minister für öffentliche Arbeiten und Kommunikation. Zuletzt bekleidete er in seiner ersten Regierung zwischen 1962 und 1963 auch das Amt des Ministers für Palastangelegenheiten. Im Kabinett seines Nachfolgers Thapa hatte er 1964 kurzzeitig das Amt als Innenminister inne.
Am 26. Februar 1964 übernahm Giri von Surya Bahadur Thapa das Amt des Premierministers zum zweiten Mal und übte dieses nunmehr bis zu seiner abermaligen Ablösung durch Surya Bahadur Thapa am 26. Januar 1965 aus. In seiner Regierung übernahm er zwischen 1964 und 1965 zudem wieder die Ämter als Innenminister sowie als Minister für Palastangelegenheiten.
Als Nachfolger von Nagendra Prasad Rijal wurde Giri schließlich am 1. Dezember 1975 zum dritten Mal Premierminister und bekleidete dieses Amt nunmehr bis zu seiner Ablösung durch Kirti Nidhi Bista am 12. September 1977. Während seiner dritten Amtszeit hatte er in seinem Kabinett zwischen 1975 und 1977 zudem die Ämter als Minister für Palastangelegenheiten sowie als Verteidigungsminister inne.
Während der Vakanz des Amtes des Premierministers fungierte Giri vom 1. Februar 2005 bis 25. April 2006 als stellvertretender Vorsitzender des Königlichen Rates der Minister.